# Lávka u stadionu na Ostrov v Semilech
Lávka přes Jizeru v Semilech v Libereckém kraji slouží bezpečnému pěšímu a cyklistickému spojení centra města a parku Ostrov s největším semilským sídlištěm v místní části Řeky. Zavěšená lávka byla postavena v roce 2012 jako součást budované cyklotrasy podél Jizery. Náklady na výstavbu činily 9,7 milionů korun, přičemž 90 % pokryly finance Evropské unie. Stavba je dlouhá 46,8 metrů, dosahuje do výšky 6,1 m. Nosná konstrukce lávky se skládá z jednoho středového hlavního nosného oblouku s esovitě zakřivenou mostovkou.